# Palaeacanthaspis
Palaeacanthaspis é um gênero de placodermo que viveu durante o período Devoniano na Europa.